# Luis Berenguer Fuster
Luis Berenguer Fuster (Alacant, 19 de gener de 1946) és un advocat, professor i polític valencià.

## Biografia
Estudià als Maristes d'Alacant i el 1968 es llicencià en Dret per la Universitat de València, obtenint el Premi Extraordinari. Exerceix com a advocat a Alacant des de 1968. Ha estat professor de Dret Mercantil de la Facultat de Dret de les Universitats de València i Alacant i actualment és professor associat a la Universitat Carles III.
S'inicià en política militant el Partit d'Acció Democràtica de Francisco Fernández Ordóñez, i en 1975 s'integra en la Junta Democràtica del País Valencià com a independent i, posteriorment, en la Taula de Forces Polítiques i Sindicals del País Valencià. Fou elegit diputat per la província d'Alacant dins les files d'UCD a les eleccions generals espanyoles de 1979, partit amb el qual també fou regidor de l'ajuntament d'Alacant el 1979-1982.
Degut a l'ensulsiada de la UCD es va integrar en el PSPV-PSOE, partit amb el qual fou elegit diputat per la província d'Alacant a les eleccions generals espanyoles de 1982, 1986, 1989 i 1993. El 1993 renuncià quan fou nomenat conseller de l'Administració Pública de la Generalitat Valenciana, càrrec que ocupà fins al 1995. Fou escollit novament diputat a les eleccions a les Corts Valencianes de 1995 i a les eleccions de 1999 fou elegit diputat al Parlament Europeu.
Fou membre de la ponència que va redactar l'estatut d'autonomia del País Valencià. Des de 2005 és president del Tribunal de Defensa de la Competència, convertint-se més tard en el primer President de la Comissió Nacional de la Competència fins al 30 de setembre de 2011, quan fou substituït per Joaquín García Bernaldo de Quirós. Berenguer va presidir la trasnformación del sistema espanyol de defensa de la competència després de l'aprovació de la nova Llei 15/2007, de 3 de juliol, de Defensa de la Competència.